# Город под названием Милосердие
«Город под названием Милосердие» (англ. A Town Called Mercy) — третья серия седьмого сезона сериала «Доктор Кто». Премьера серии состоялась 15 сентября 2012 года на канале BBC One. Над сценарием эпизода работал Тоби Уайтхаус, место режиссёра занял Сол Мецстин.
По сюжету инопланетный путешественник в пространстве и времени, Доктор (Мэтт Смит), прибывает со своими спутниками, Эми (Карен Гиллан) и Рори (Артур Дарвилл), на Дикий Запад. Город Милосердие, в который они попадают, терроризирует киборг, зовущий себя Стрелком (Эндрю Брук). Стрелок требует ему выдать Кала-Джекса, инопланетного доктора и благодетеля города. Однако вскоре выясняется, что Джекс является военным преступником, который во время гражданской войны на родной планете ставил над своими сородичами эксперименты с целью создать живое оружие. Доктор встаёт перед моральной дилеммой: сохранить жизнь Кала-Джексу за то, что он сделал для города, или отдать его Стрелку за преступления перед родным миром.
Стивен Моффат попросил Тоби Уайтхауза написать сценарий для эпизода, события которого происходят на Диком Западе — это стало одной из пяти основных тем, которые шоураннер сериала определил для первых пяти эпизодов седьмого сезона. Уайтхаус в процессе разработки темы добавил в сценарий детали, ставшие классикой жанра вестерн, а также главного злодея, который способен проявлять сочувствие. Вместе с эпизодом «Динозавры на космическом корабле» эпизод стал частью первого производственного блока седьмого сезона, его съёмки проходили в марте 2012 года в Испании: в пустынной местности провинции Альмерия, в Мини-Голливуде и Форте Браво — все эти места детально воспроизводят антураж Дикого Запада. Серию посмотрело в общей сложности 8,42 миллионов британских телезрителей. «Город под названием Милосердие» получил положительные отзывы. Критики отметили моральную неоднозначность эпизода, мнения по поводу мотивов и поступков Доктора разделились.

## Предыстория
Доктор — путешественник в пространстве и времени. Выглядит как человек, но относится к расе Повелителей времени с планеты Галлифрей. Представители его расы обладают способностью регенерировать (перерождаться) по мере попадания в смертельные ситуации, в результате чего у них полностью меняется внешность и частично — характер. Доктор — последний Повелитель Времени. Лишившись собственной планеты, он спасает другие миры, в том числе и человечество.
В качестве способа передвижения Доктор использует ТАРДИС (англ. TARDIS — Time And Relative Dimension(s) In Space) — живую машину времени (и одновременно космический корабль), выглядящую как английская синяя полицейская будка 1960-х годов, но вмещающую в себя гораздо больше, чем кажется («она больше внутри, чем снаружи»). В качестве подручного инструмента для осуществления мелких операций с предметами (запирание и отпирание замков, починка приборов, сканирование и т. п.) Доктор использует звуковую отвёртку. Кроме того, он обладает нечеловеческим интеллектом.
Начиная с пятого сезона телесериала (2010) Доктор, вернее, его одиннадцатая инкарнация, путешествует со своей новой спутницей по имени Амелия Понд, появившейся в открывающей пятый сезон серии «Одиннадцатый час». Также с ними путешествует (в пятом сезоне время от времени, начиная с шестого — постоянно) жених (а впоследствии муж) Эми, Рори Уильямс, который стал одним из немногих спутников мужского пола.

## Сюжет

### Приквел
Приквел «Города под названием Милосердие» был доступен только пользователям сервиса iTunes. По сюжету приквела, названного «Создание Стрелка», неизвестного гуманоида превращают в киборга. Каждый этап превращения сопровождается закадровым голосом Кала-Джекса.

### Синопсис
Доктор, Эми и Рори направляются в Мексику на празднование Дня Мёртвых, но вместо этого ТАРДИС приземляется около небольшого американского городка Милосердие (англ. Mercy) в нескольких километрах к северу от мексиканской границы. Внимание Доктора привлекает граница из камней и кусков древесины, окружающая весь город, а также уличное электрическое освещение, которое на Земле должны изобрести лишь через десять лет. От местного шерифа, Айзека, путешественники узнают, что последние три недели Милосердие терроризирует Стрелок — киборг, использующий инопланетное вооружение, чтобы никого не выпустить за пределы города и никому не позволить доставить продовольствие в город. Стрелок требует выдать ему «доктора», но, как оказалось, ему нужен не Повелитель Времени, а пришелец-гуманоид, запертый за решёткой в офисе шерифа. Инопланетянин представляется как Кала-Джекс и рассказывает, что за десять лет до событий эпизода потерпел крушение на Земле. После того как местные жители дали ему приют, он предоставил им свои услуги как врача, избавив город от вспышки холеры, и некоторые нововведения, включая примитивное электрическое освещение. Несмотря на то что запасы города уже истощены, а ситуация с каждым днём становится всё более напряжённой, Айзек отказывается выдавать Джекса.
Доктор предлагает эвакуировать горожан на ТАРДИС и составляет план: пока Айзек и Рори отвлекают Стрелка, сам Доктор верхом отправляется за своим кораблём. По пути Доктор наталкивается на спасательную капсулу Джекса; при открытии капсулы, хотя Доктор использует звуковую отвёртку, срабатывает сигнализация. Доктор просматривает видеожурналы Джекса и узнаёт, что на его планете относительно недавно закончилась гражданская война, а сам Джекс и ещё несколько учёных ставили эксперименты над своими сородичами с целью создать солдат-киборгов; некоторые из подопытных умерли, а некоторые стали беспощадными массовыми убийцами, в несколько дней завершившими войну. Находясь в шоке от увиденного, Доктор находит Стрелка и понимает, что тот — одно из творений Джекса, киборг-убийца. Стрелок подтверждает опасения Повелителя Времени и раскрывает ему, что на самом деле он мстит всем, кто его создал, а Джекс — последний из выживших учёных. Также киборг объясняет, что это он создал границу из камней, так как его программа запрещает ему вредить невинным, но поскольку горожане продолжают укрывать Джекса, Стрелок ставит Доктору ультиматум: следующим, кто переступит линию, должен быть Кала-Джекс.
Доктор возвращается в Милосердие, выпускает Джекса из тюрьмы и на глазах своих спутников и нескольких горожан силой тащит инопланетного учёного к границе. После того как Джекс вынужден пересечь границу, Эми признаётся, что Повелитель Времени за месяцы путешествия в одиночестве изменился к худшему. Появляется Стрелок и направляет на Джекса оружие; инопланетянин пытается договориться с киборгом, объясняя, что изменился, что с прошлыми деяниями покончено, однако Стрелок всё равно решает его убить. Прежде чем киборг выстрелил, шериф Айзек заслоняет Джекса собой и, умирая, передаёт все свои полномочия Доктору, попросив инопланетного путешественника присмотреть за городом. Стрелок уходит, сделав последнее предупреждение: он вернётся на следующий день в полдень и заберёт Джекса, даже если при этом пострадают невинные.
Всю последующую ночь Доктор и Джекс обсуждают прошлое Джекса, в том числе затронув верования родной планеты Стрелка и Джекса. Согласно этим верованиям, после смерти человек взбирается на гору, неся на себе груз всех человеческих душ, которым он при жизни причинил страдания, и, судя по всему, Джекса ждёт непосильная ноша. У здания офиса шерифа собирается толпа разгневанных горожан, требующих отдать Джекса во что бы то ни стало, однако Доктор отговаривает их, так как этот поступок обессмыслил бы самопожертвование Айзека. Вместо этого Повелитель Времени предлагает горожанам план, как дать отпор Стрелку: они должны усилить мощность уличных фонарей, в результате чего электрический разряд уничтожит киборга. Несколько горожан маскируются под Джекса, чтобы сбить Стрелка с толку, а настоящий учёный направляется к своей капсуле, но вместо того, чтобы следовать плану, ликвидирует капсулу вместе с собой. Перед взрывом инопланетянин говорит, что последним его поступком в жизни должно стать прекращение войны со Стрелком и встреча с душами тех, кому он навредил. После гибели своего создателя киборг теряет смысл жизни и понимает, что Кала-Джекс был не хуже, чем он сам. Решив, что в мирное время от него как от солдата нет никакой пользы, Стрелок объявляет Доктору о своём намерении самоликвидироваться вдалеке от города. Однако вместо этого Доктор уговаривает киборга остаться в Милосердии и стать его защитником в качестве нового шерифа. После этого Повелитель Времени возвращается в ТАРДИС и отвозит Эми и Рори домой.

## Производство

Сценарист при создании образа Стрелка опирался на образ чудовища Франкенштейна

Шоураннер сериала Стивен Моффат задался перед началом сезона целью придать каждой серии собственный неповторимый колорит и намеревался ввести в первые пять эпизодов седьмого сезона «важнейшие темы кино». Мысль окунуть Мэтта Смита, одного из последних людей, которых можно было бы представить на месте Клинта Иствуда, в атмосферу Дикого Запада, показалась Моффату захватывающей, и он обратился к Тоби Уайтхаусу с просьбой написать сценарий к эпизоду, в котором действие происходит на Диком Западе. Моффат предложил Уайтхаусу основную идею — «маленький город, который терроризирует робот». Уайтхаус ранее работал над эпизодами «Встреча в школе», «Вампиры Венеции» и «Комплекс Бога». Прежде он ни разу не писал сценарий для эпизода в жанре вестерн, но этот жанр «ему однозначно [нравится]». Серии «Доктора Кто», в которых события происходят на Диком Западе, не снимались со дня выхода в 1966 году серии под названием «Меткие стрелки». Другие сценаристы посоветовали Уайтхаусу перед написанием сценария не смотреть «Метких стрелков», так как, по их мнению, серия «далеко не жемчужина короны». Тем не менее сценарист посчитал себя обязанным включить в сценарий такие классические элементы вестерна, как скачки на лошадях и поединок стрелков. Кроме того, Уайтхаус признался, что для него очень сложно было писать сцену, в которой Доктор применяет оружие; Доктор по своей натуре является пацифистом, поэтому ему нужно было придумать «правильного рода эмоциональную встряску».
Работая над образом Стрелка, Уайтхаус решил, что киборг в эпизоде будет многогранным и способным на сочувствие: он не должен быть похож на «бездушную машину», в нём обязательно должна «светиться искорка живого сознания». В большой степени сценарист ориентировался на известный образ чудовища Франкенштейна и позже называл получившийся физический образ «фантастическим». Впоследствии у Эндрю Брука уходило три с половиной часа на то, чтобы загримироваться, а в процессе съёмок актёр мог видеть только левым глазом, так как правый был закрыт элементом костюма. Смит хорошо отозвался о работе приглашённых звёзд — Бена Браудера, из которого получился «хороший ковбой» с «великолепно протяжной речью», и Эдриана Скарборо, который, как выразился Смит, «перетягивает на себя весь эпизод». Когда Бену Браудеру предложили сыграть роль в эпизоде, он сразу же принял предложение; его детям нравился «Доктор Кто», и они постоянно смотрели сериал, а сам Браудер давно планировал сняться в каком-нибудь вестерне. Уайтхауз был восхищён игрой Браудера, точно отразившей его собственные представления о персонаже.
«Город под названием Милосердие», наряду с эпизодом «Динозавры на космическом корабле», стал одной из серий первого производственного блока седьмого сезона. Режиссёром обоих эпизодов был назначен Сол Мецстин; для режиссёра они стали дебютом в рамках «Доктора Кто». Большая часть эпизода снималась в пустыне, расположенной в испанской провинции Альмерия, где были построены улицы города в стиле Дикого Запада — эти улицы ранее использовались в качестве декораций к более чем 100 фильмам-вестернам, в том числе фильму «За пригоршню долларов». Кроме того, съёмки эпизода в Испании обошлись намного дешевле, чем в случае воссоздания необходимых декораций и последующего съёмочного процесса в Великобритании. По словам Моффата, «нужно было серьёзное место и, поскольку мы искали самые культовые американские декорации, было только одно возможное место — Испания». Съёмки проходили с 8 по 17 марта 2012 года в Оазисе/Мини-Голливуде и Форте Браво/Техасском Голливуде. Во время съёмок Смиту предоставилась возможность прокатиться на лошади, однако в сценах, где Доктор ездит верхом, как правило, использовался каскадёр. При написании музыки к эпизоду композитор Мюррей Голд стремился сделать её максимально похожей на саундтрек известных вестернов.

## Основные темы эпизода
Джеймс Ф. МакГрат, пишущий для религиозного веб-сайта Patheos, после просмотра «Города под названием Милосердие» признался, что для него эпизод содержал множество аллюзий нравственного и религиозного характера: «Этот эпизод на самом деле о милосердии, о прощении, о военных преступлениях, о мести и о справедливости». Особенно его заинтересовала сцена, где Эми говорит, что Доктор стал хуже после того, как он был долгое время один: «Когда мы утрачиваем связи с другими людьми, мы начинаем решать вопросы милосердия и справедливости и судьбу других людей по-другому, безлико». МакГрат также отметил «религиозность» сцены в конце эпизода, где жители города собираются в церкви на то время, пока Стрелок и Доктор не разберутся между собой; с его точки зрения, эта сцена особенно подчеркнула важность человеческой жизни.
Джеймс Ф. МакГрат об одном из нравственных аспектов эпизода:

На мой взгляд, есть своего рода религиозный посыл в сцене, где люди укрылись в церкви. Жизни спасают не лихорадочные молитвы во время ужасающего кризиса. Это делает ежедневное напоминание людям о том, что жизнь обладает ценностью. Когда это делается, даже искалеченный войной, горящий местью человек может не захотеть забрать жизнь у невинного. Если же такие вещи забывают, то даже без всяких киборгов мы уничтожим друг друга в схватке за собственное спасение и обеспечение собственной безопасности.
Оригинальный текст (англ.)I think one can find a take-home religious message in the church scene. What saves lives is not frantic prayers in the midst of a terrifying crisis. It is the teaching of people to value lives consistently on a day to day basis. When that is done, even a war-scarred vengeance-seeker may avoid taking innocent lives. When such things are ignored, then even without a cyborg in our midst we will destroy one another in a scramble to save ourselves and ensure our own safety.

По мнению Гэвина Фуллера, рецензента The Daily Telegraph, атмосфера вестерна стала «по сути всего лишь оформлением для мощной назидательной притчи Тоби Уайтхауза, где всё было не совсем так, как кажется, и где рассматривались проблемы морали, этики, совести и справедливости». Критик из The A.V. Club, Кит Фиппс, писал, что в основе практически всех вестернов лежит «бесконечная борьба порядка и хаоса», в данном эпизоде представленная вопросом «Что должно победить: беззаконная месть или цивилизованное правосудие?». Йен Берримен из SFX обратил внимание на характерно очерченную границу вокруг Милосердия, что, по его мнению, является метафорой для того, как сам Доктор, собираясь отдать человека на смерть, «преступает черту» и едва не нарушает собственные моральные принципы. Он сравнил моральные рассуждения Повелителя Времени с теми, которые вели его предыдущие инкарнации: четвертая (Том Бейкер) — в серии «Происхождение далеков» — и пятая (Питер Дэвисон) — в серии «Воскрешение далеков». Кроме того, все рецензенты отметили, что, в отличие от других эпизодов, в данном случае нельзя сказать, какой персонаж перед тобой — отрицательный или положительный — так как все они изображены «в оттенках серого».

## Показ
Премьера «Города под названием Милосердие» состоялась 15 сентября 2012 года на британских каналах BBC One и BBC One HD и американском канале BBC America. Рейтинги вечерних трансляций показали, что эпизод посмотрело 6,6 миллионов зрителей, что стало самым высоким показателем для серии седьмого сезона на тот момент. Эпизод занял третье место среди всех передач 15 сентября, а на следующий день стал лидером онлайн-просмотров на сайте BBC iPlayer. После подсчёта общего количества онлайн-просмотров за месяц выяснилось, что «Город под названием Милосердие» уступил по популярности двум предшествующим эпизодам — «Изолятору далеков» и «Динозаврам на космическом корабле» — набрав всего 1,4 миллиона просмотров. Однако окончательные рейтинги показали, что эпизод посмотрело 8,42 миллионов зрителей, в результате чего «Город под названием Милосердие» вновь побил рекорд среди эпизодов седьмого сезона, ранее установленный «Изолятором далеков». Индекс оценки составил 85 баллов — «отлично».

### Критика
«Город под названием Милосердие» получил преимущественно положительные отзывы, за исключением нескольких смешанных. Мэтт Ризли (IGN) поставил эпизоду оценку 8,5 из 10, назвав его «веским, прогрессивным, пышным и зрелищным». Он похвалил работу Уайтхауса и Мецстина над созданием правильного настроения, а самым запоминающимся элементом назвал моральные метания Доктора. Дэн Мартин из The Guardian описал серию как «сложную моральную дилемму, обогащённую острыми диалогами». Мартин назвал настоящей звездой эпизода Карен Гиллан, отметив разговор Эми с Доктором о том, как на нём сказались странствия в одиночку. Кит Фиппс, рецензент A. V. Club, поставил эпизоду оценку B+, посвятив большую часть обзора поднимаемым в нём моральным проблемам.
Гэвин Фуллер, обозреватель The Daily Telegraph, оценил серию в четыре из пяти звёзд и назвал её захватывающей и содержащей глубокие взрослые мысли. Он похвалил сдержанную игру Смита и диалоги его персонажа с Джексом. Хотя Фиппс тоже высоко оценил сцену противостояния между Эми и Доктором, по его мнению, данный эпизод был «бесполезной тратой талантов Гиллан и Дарвилла», так как, с его точки зрения, их персонажи в нём слишком мало задействованы. Морган Джеффри из Digital Spy также оценил эпизод в четыре звезды, похвалив атмосферу вестерна и способ, которым извлекаются наружу внутренние демоны Доктора. Кроме того, с точки зрения Джеффри, Бен Браудер привнёс в своего персонажа ту американскую аутентичность, которой не мог бы добиться британский актёр. Однако, как и Фуллер, он посчитал недостатком эпизода нехватку внимания, уделяемого Эми и Рори.
Рецензент Slant Magazine Стивен Купер назвал «Город под названием Милосердие» «очень приятным эпизодом» несмотря на то, что, по его мнению, финал уступает по уровню большей части предваряющих его сцен из-за того, что осталась неразрешённой коллизия между Доктором и Джексом. Ниэла Дебнат из The Independent похвалила «блестящий ход», после которого роль злодея перешла от Стрелка к Джексу. Сцену, где Доктор целится в Джекса из оружия, она назвала «абсолютно нетипичной», но объяснила данную ситуацию тем, что Эми и Рори вскоре должны покинуть Доктора. Похожее мнение высказала Чарли Джейн Андерс, рецензент сайта io9: с её точки зрения, решение Доктора позволить Джексу умереть было «абсолютно не в духе» Повелителя Времени. Также она раскритиковала образ Стрелка, который почему-то не использует свои предположительно «невероятные» системы наведения для того, чтобы расстрелять свою цель, не нанося вреда невинным людям, и не даёт им покинуть город, чтобы лишить своего врага человеческих щитов. Кроме того, по её словам, сюжет оставляет ощущение «эпизода „Глубокого космоса 9“, перенесённого на Дикий Запад».
Рецензент SFX Йен Берримен оценил серию в три с половиной звезды из пяти. Согласно его комментарию, этические рассуждения сделали сюжет «удивительно зрелой историей», но элементы вестерна «кое-где оставляли чувство дежавю». У него также осталось чувство излишней линейности сюжета, поскольку на протяжении большей части эпизода решался вопрос, что делать с Джексом, а не раскрывалась его история. Берримен, как и Андерс, отмечает, что Стрелок мог просто войти в город и убить Джекса, а Доктор мог бы забрать его с собой на ТАРДИС. Его коллега Дэйв Голдер назвал «Город под названием Милосердие» «разочаровывающим» научно-фантастическим вестерном и прокомментировал это следующим образом: «В этом эпизоде есть прекрасные моменты… Но для семейного шоу, постоянно изобретающего новые телевизионные приёмы, „Город под названием Милосердие“ немного вторичен». Патрик Малкерн, рецензент Radio Times, был тоже настроен критично, написав, что не верил в происходящее на экране и не проникся им. По его мнению, вестерны и «Доктор Кто» «никогда не сочетались»; кроме того, он был разочарован «черепашьим» темпом развития сюжета и почти полным отсутствием в нём места для Рори. Тем не менее критик похвалил «великолепные» декорации и «умело построенную» нравственную коллизию.
- Holmwood, Leigh. Matt Smith travels to the Wild West in Doctor Who episode. The Sun (8 марта 2012). Дата обращения: 19 июля 2012.
- Fuller, Gavin. 'Doctor Who' – 'A Town Called Mercy' review. Digital Spy (15 сентября 2012). Дата обращения: 16 сентября 2012.
- Martin, Dan. Doctor Who: A Town Called Mercy – series 33, episode three. The Guardian (15 сентября 2012). Дата обращения: 16 сентября 2012.
- Risley, Matt. Cowboys & Aliens. Only, You Know, Good. IGN (15 сентября 2012). Дата обращения: 16 сентября 2012.
- Debnath, Neela. Review of Doctor Who 'A town called Mercy'. The Independent (15 сентября 2012). Дата обращения: 16 сентября 2012. Архивировано 16 сентября 2012 года.